# Arrhenophagoidea
Arrhenophagoidea is een geslacht van vliesvleugeligen uit de familie Encyrtidae. De wetenschappelijke naam van dit geslacht is voor het eerst geldig gepubliceerd in 1915 door Girault.

## Soorten
Het geslacht Arrhenophagoidea omvat de volgende soorten:
- Arrhenophagoidea chaetacmae Annecke & Prinsloo, 1974
- Arrhenophagoidea coloripes Girault, 1915
- Arrhenophagoidea neseri Prinsloo, 1974
- Arrhenophagoidea rolaspidis Annecke & Prinsloo, 1974
- Arrhenophagoidea sierra Annecke & Prinsloo, 1974